# Janine Van Wyk Football Club
 (novembre 2023).
Si vous disposez d'ouvrages ou d'articles de référence ou si vous connaissez des sites web de qualité traitant du thème abordé ici, merci de compléter l'article en donnant les références utiles à sa vérifiabilité et en les liant à la section « Notes et références ».
Le Janine Van Wyk FC, plus couramment appelé JVW FC, est un club féminin de football sud-africain fondé en 2012 par l'internationale sud-africaine Janine van Wyk et basé à Bedfordview.

## Histoire
En 2012, Janine van Wyk, une des stars de l'équipe d'Afrique du Sud de football, fonde sa propre académie de football en compagnie de Lauren Duncan. Elle rachète ensuite une franchise en 2015 pour inscrire le JVW FC en Women's League.
En 2016, le club atteint la finale du championnat sud-africain, où il bute sur Bloemfontein Celtic après avoir notamment éliminé les Mamelodi Sundowns. En 2019, le JVW FC retrouve la finale de la Sasol League (devenue entre-temps la deuxième division), cette fois-ci face aux Ma-Indies, et l'emporte pour s'adjuger son premier titre et devenir la première équipe promue en SAFA Women's League, un an après sa création. Le club enregistre également la signature de la star de l'athlétisme Caster Semenya.
En 2023, le JVW FC devient le premier club sud-africain à recruter une joueuse européenne, avec la signature de la Suédoise Julia Molin.

## Personnalités notables

### Anciennes joueuses
- Amanda Dlamini
- Mamello Makhabane (en)
- Thokozile Mndaweni (en)
- Linda Motlhalo
- Nompumelelo Nyandeni (en)
- Caster Semenya